# パーティレストラン キディパーティ
パーティレストラン「キディパーティ」は、大阪府豊中市春日町に存在したテーマレストランである。

## 沿革
およそ1989年から1990年に大手レストランで外食産業のマネジャーだった出口和之が構想・企画立案を行い事業化をしたテーマレストランで、開設最初期のコンセプトは『親子連れ客を主眼に対象とした愉快で楽しい店舗を作りたい』だった。1991年4月4日開店、2012年1月15日に閉店。

## 施設
内装、料理、サービスのいずれも当時の親子連れ客とファミリー世帯からの声を真摯に聞き、真正面から向き合って応えた点が
店舗の最大特徴で、来店客のほぼ100パーセントが親子連れで、「今後、日本経済が不況下に陥ったとしても子供向けのメニューを
加えてファミリー客を取り込もうとする飲食店はあっても、子連れ客にターゲットを絞った店舗開発をしている店は少ない。いわばそれは、究極の子供連れファミリーレストラン（FR）を作るのがキディパーティである」と前出の出口オーナーは述べていた。店舗スタッフは「冷凍食品は一切使用せず、店舗で全て手作りで調理」を行い、親も子供も安心して食べられる食事メニューを第一としていた。

## 店舗
営業時間は11:00-21:00、月曜日定休。開設当初、最初期（1991年当時）の客単価は一人1500円を設定、店舗面積は165平方メートル（約50坪）で客席数は60席、
月商700万円。店内にはテーブル席が7卓、半円形型客席を併設（イベントスペース併設）。
店内では「セレモニータイム」を毎日5回実施（※ランチタイム2回、カフェタイム1回、ディナータイム2回）、"デリシャス城"の人形たちが繰り広げるダンスショー(主人公の女の子が王様や兵隊と共にお城の庭園レストランを行進する仕掛け。設計、人形デザインは有限会社ディグ(南條亮)、作曲は音楽工場YAMATO(大和優子))とデリシャス城の白うさぎ（※着ぐるみキャラクター）が店内の子供たちにミニプレゼントを配布するイベントを欠かさず実施した。また、誕生日を迎えた子供には白うさぎのキャラクター（※後にオリジナルキャラクターの「ウサパンマン」に更新）から花火やバースデーケーキも配布され、写真撮影会も行われた。店舗内には子供が遊べる「プレイゾーン」（物販コーナー付き33平方メートル）も併設されていた。店舗内の備品什器は幼児・子供に配慮をした安全設計の物を使用し、テーブルの角を丸くしたり（オーバルカット）高さ、配置を充分に配慮をして設計するなどの高度な工夫が成されていた。

## メニュー構成
- クマさんハンバーグ
- ゆかいなカレーマン
- おこちゃまグラタン（離乳食対応メニュー）
- ちびっこうどん
- ちゅるちゅるめん
- 海鮮どんぶりセット
- 和風ステーキどんぶりセット
- チキンとソーセージのなかよしランド
- チキンの仮装パーティーセット
- 王様もびっくり ジャンボイタリアンハンバーグ（、大人向け、300グラムの食べ応えあるハンバーグ）
- カーニバルコース（デザート提供時と食事前にポラロイド写真撮影のサービスを含む）
- ライオンシェフのおすすめコース（大人向けの本格的な洋食コース料理、全5品+ドリンク付き）

など、子供向け・大人向けの単品料理やコース料理、豊富なドリンクメニューが全60品ラインナップされていた。

## 登場キャラクター
- デリシャス城の白うさぎ（キディパーティオリジナルキャラクター）
- ウサパンマン（キディパーティオリジナルキャラクター）[1]